# Antonio Fernández-Bolaños Mora
Antonio Fernández-Bolaños Mora (Santa Clara, Cuba, 23 de febrero de 1888 - Casabermeja, provincia de Málaga, 25 de julio de 1972) fue militar y político socialista español. Comandante de Ingenieros hasta 1931, fue diputado del PSOE por Málaga-capital durante la Segunda República.

## Biografía
Ingeniero militar, estudió en la Academia Militar de Ingenieros de Guadalajara entre 1907 y 1912, de la que salió con el grado de teniente. Ascendió a capitán en 1916 y a comandante en 1926. Acogido al decreto de 25 de abril de 1931, pasó a la situación de retirado el 31 de julio de ese mismo año. 
Afiliado al PSOE en 1931, fue elegido diputado por Málaga-capital en las tres legislaturas de la Segunda República. Durante la legislatura 1931-1933 formó parte de las Comisiones de Guerra y de Obras Públicas;  en la legislatura 1933-1936 de las Comisiones de Guerra y de Marina y en la legislatura 1936-1939 de las Comisiones de Estado, de Guerra, de Obras Públicas, de Defensa Nacional y de Comunicaciones y Transportes. 
Fue director general de Caminos entre 1931 y 1933 con Indalecio Prieto como Ministro de Obras Públicas. Perteneció al sector de centro del PSOE. Tras la revolución de octubre se exilió a Francia de donde regresó en febrero de 1936. 
Al iniciarse la guerra civil se reincorporó al ejército de la República con el grado de teniente coronel.  Fue jefe de la sección de personal en el Ministerio de la Guerra y después subsecretario de Defensa con Indalecio Prieto desde mayo de 1937 hasta marzo de 1938. Tras su dimisión fue agregado militar en la Embajada de España en París (Francia), incorporándose a la Comisión de Compras de material bélico en el extranjero. 
Escapó de la Gestapo en Burdeos gracias a su amistad con el Cónsul de Cuba en dicha ciudad. Se exilió en México, donde llegó a bordo del Quanza en noviembre de 1941 y trabajó como ingeniero civil y traductor de inglés. 
En junio de 1972 regresó a España, a Casabermeja (Málaga), a la casa familiar. Allí falleció el 25 de julio de 1972. 